# Левченкова Наталія Вікторівна
Наталія Вікторівна Левченкова (нар.. 30 липня 1977, Смоленськ, Російська РФСР) — російська і молдавська біатлоністка, більшу частину кар'єри виступала під прапором Молдови. Найуспішніша спортсменка в історії зимових видів спорту Республіки Молдова — чемпіонка Європи 2008 з біатлону.

## Спортивна кар'єра
Наталія Левченкова стала призеркою першості світу серед юніорів (1996, 1997), чемпіонкою Європи серед юніорів (1997), чемпіонкою світу з літнього біатлону [крос] (1999) та призеркою чемпіонату світу з літнього біатлону [лижоролерів] (2008, 2009). А також вона була чемпіонкою Росії (2001) та чемпіонкою Європи (2008). Почала займатися біатлоном в 1988 році.
З 2003 року через жорстку конкуренцію в збірній Росії Наталія Левченкова вирішила виступати за молдовську збірну. Всі результати спортсменки на етапах кубка світу в сезоні 2003—2004 років були анульовані через відсутність на той час молдовського паспорта.
Левченкова була обрана прапороносцем від Молдови на церемонії відкриття зимової Олімпіади в Турині в 2006 році, де Наталя зайняла 8-е місце в індивідуальній гонці (що є найвищим досягненням для Молдови на зимових Олімпіадах) і ще двічі потрапила до тридцятки. Сезон 2006—2007 років Наталія Левченкова пропустила через вагітність.
Повернулася до біатлонних виступів Наталія Левченкова в сезоні 2007—2008 років після народження дочки і в цьому ж сезоні стала чемпіонкою Європи.
Сезон 2008—2009 років став найкращим у кар'єрі Наталії Левченкової — вона посіла 20-е місце в загальному заліку Кубка світу. Найкращим результатом Левченкової в 2009 році стало 8-е місце в гонці переслідування на 10 км на чемпіонаті світу в Південній Кореї, при тому що після спринту вона стартувала лише 43-ю і 7-е місце в мас-старті на етапі Кубка світу в Оберхофі. Також стала срібною призеркою у спринті, в Ідре на етапі Малого Кубка. Крім того, на чемпіонаті світу з літнього біатлону Левченкова завоювала бронзову медаль у спринті. Тим самим вона стала другою спортсменкою з Молдови(після Лариси Тимчиної), яка зуміла завоювати медаль на першості планети з Літнього біатлону.
Наталія Левченкова також бала участь в Олімпіаді-2010 у Ванкувері. Однак успіх Турина їй повторити не вдалося, найкращим результатом спортсменки на цій Олімпіаді стало 37-е місце в індивідуальній гонці.
Останній сезон був пропущений, за винятком позазалікових спринту та пасьюту на Камчатці (приз Газпрому, Меморіал Фатьянова), де спортсменка в спринті посіла 30-е місце, заробила 0,11/2 неофіційних очок і піднялася на 256-е місце.
Наталія Левченкова завершила спортивну кар'єру у 2011 році.

## Кубок світу
- 2004—2005 — 42-е місце (87 балів)
- 2005—2006 — 33-е місце (177 балів)
- 2007–2008 — 40-е місце (107 очок)
- 2008–2009 — 20-е місце (447 очок)
- 2009–2010 — 42-е місце (142 очки)
- 2010–2011 — не виступала (0 очок)

## Олімпійські Ігри
| Рік  | Місце проведення               | Мас | Інд | Спр | Пр | Ест |
| ---- | ------------------------------ | --- | --- | --- | -- | --- |
| 2006 | Олімпійські Ігри 2006 Турин    | 21  | 8   | 41  | 23 | -   |
| 2010 | Олімпійські Ігри 2010 Ванкувер | -   | 37  | 53  | 56 | -   |